# Paulette Goddard

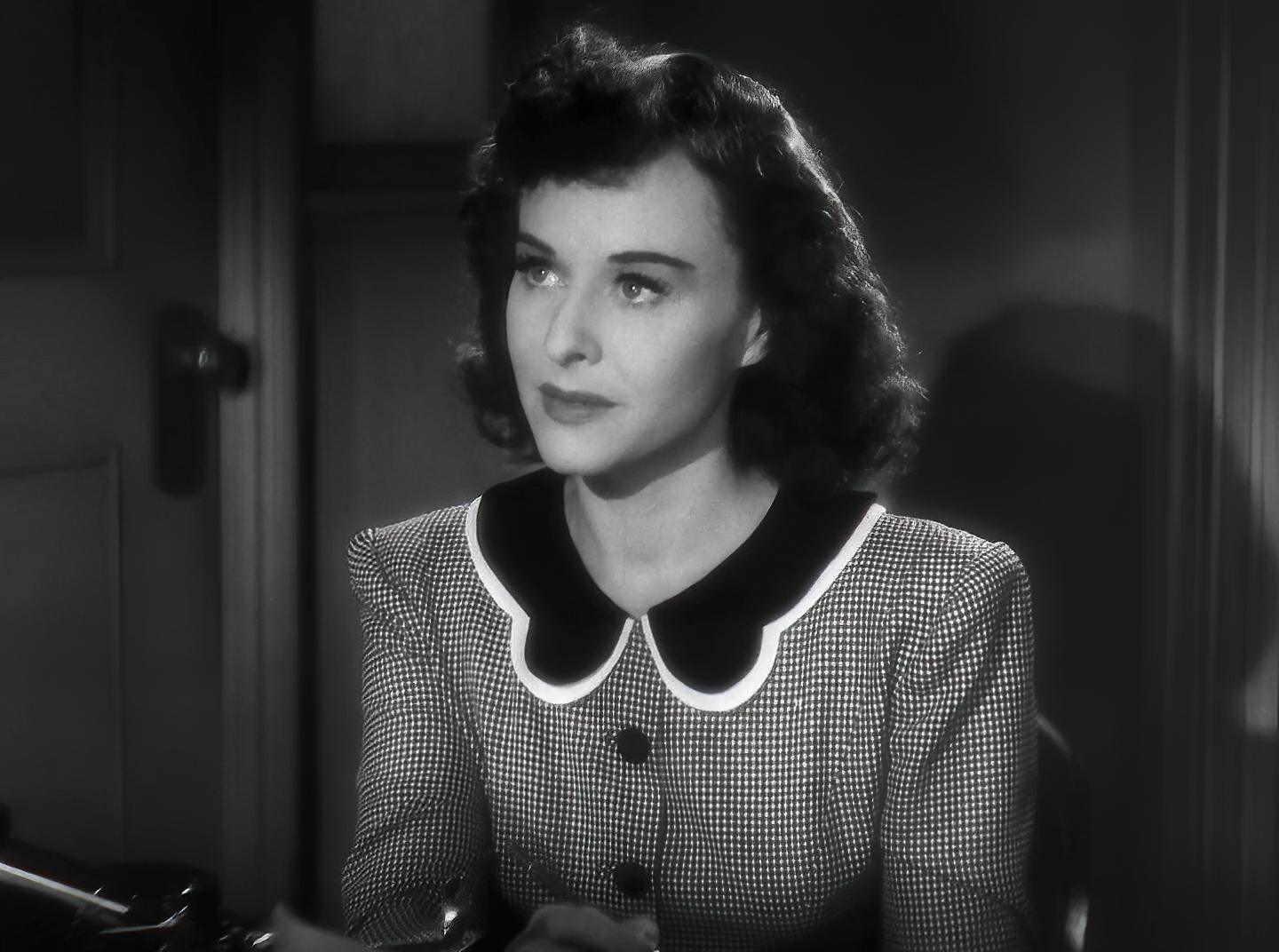
Paulette Goddard in Second Chorus (1940)

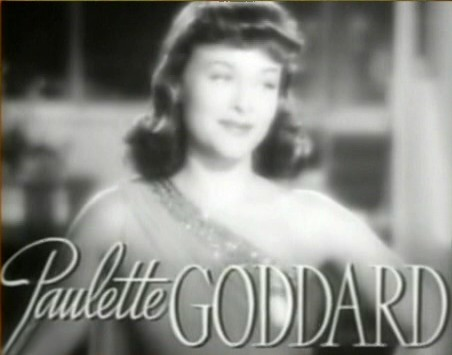
Paulette Goddard in The Women (1939)

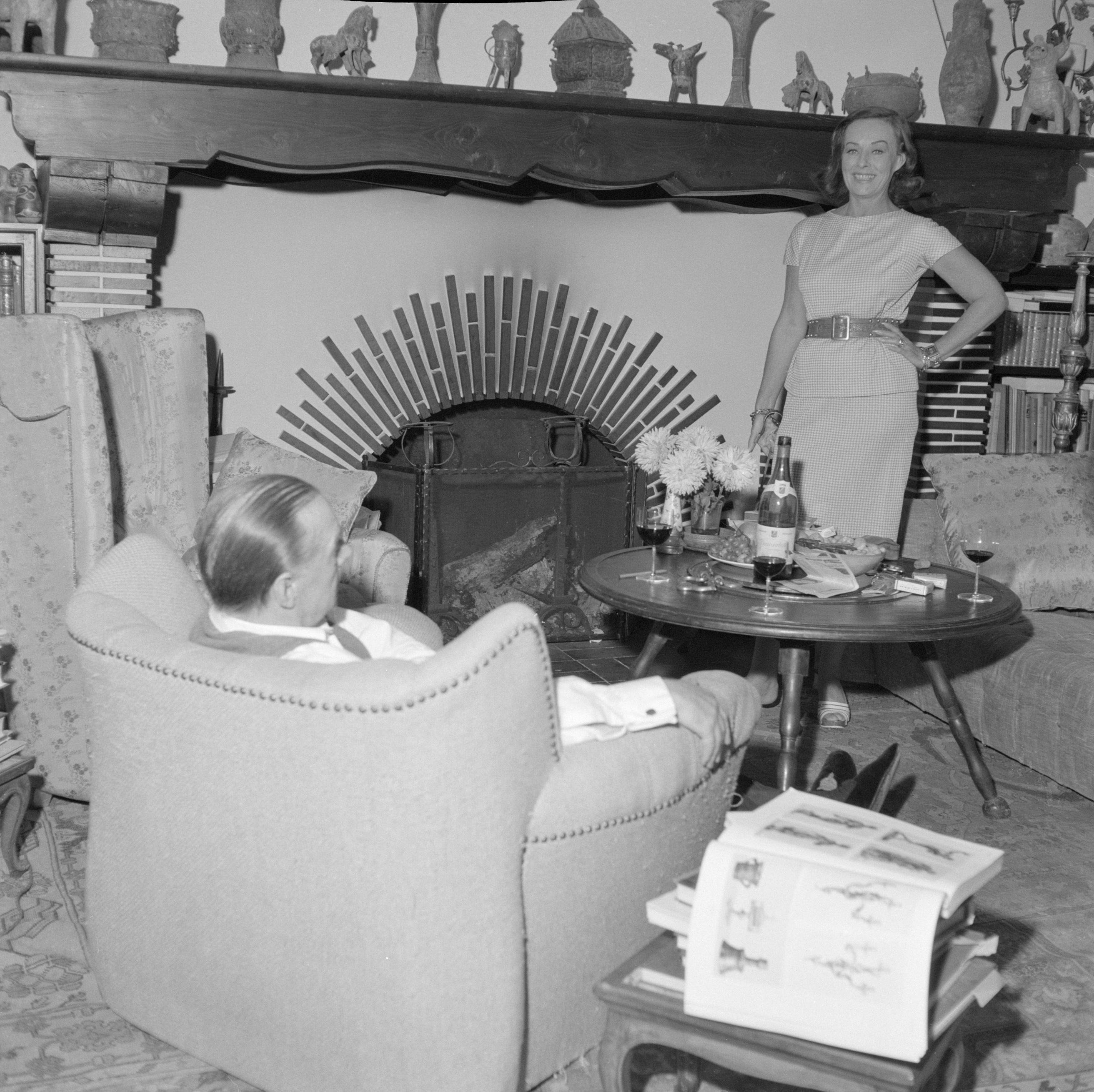
Met Erich Maria Remarque in de woonkamer, 1961

Paulette Goddard, geboren als Marion Pauline Levy (New York, 3 juni 1910 - Ronco sopra Ascona (Zwitserland), 23 april 1990) was een Amerikaans actrice.

## Carrière
Goddard begon haar carrière als tiener. Ze werd model en was in 1924 lid van de Ziegfeld Follies. Ze bleef actrice in de revue en het theater totdat ze doorbrak in de Amerikaanse cinema. Goddard verhuisde naar Hollywood in 1929, toen ze een contract kreeg bij de Hal Roach Studios. Ze was in korte films te zien naast het bekende duo Laurel & Hardy. Bij Samuel Goldwyn Productions kreeg ze serieuzere rollen en was ze te zien naast onder anderen Betty Grable, Lucille Ball en Jane Wyman.
In 1932 ontmoette Goddard Charlie Chaplin en kreeg ze een relatie met hem. Chaplin kocht Goddards contract bij Hal Roach Studios af, zodat ze voor hem kon werken. In 1936 was ze naast Chaplin te zien in Modern Times. Hoewel Chaplin in zijn autobiografie schreef dat de twee trouwden in China in 1936, zijn ze nooit legaal getrouwd. Ze is wel stiefmoeder van twee van Chaplins kinderen geweest. Ze scheidden in 1942. Chaplin kwam met Goddard overeen er geen ophef over te maken.
Goddard werd steeds bekender. In 1939 was ze naast Norma Shearer, Joan Crawford en Rosalind Russell te zien in The Women. Tijdens het filmen werd overwogen haar te casten als Scarlett O'Hara in Gone with the Wind. Ook in 1939 kreeg Goddard een contract bij Paramount Pictures. Haar eerste film bij deze studio werd The Cat and the Canary. Goddard was in 1940 opnieuw naast Chaplin te zien in The Great Dictator. Vervolgens was ze te zien naast Fred Astaire in Second Chorus. Hier ontmoette ze de acteur Burgess Meredith, met wie ze in 1944 trouwde. In dat jaar had ze een miskraam; daarvoor of daarna heeft ze nooit eigen kinderen gehad. Goddard en Meredith scheidden in 1950.
Het hoogtepunt in haar carrière was in de jaren veertig. Voor haar rol in So Proudly We Hail! (1943) werd Goddard genomineerd voor een Academy Award voor Beste Vrouwelijke Bijrol. Hierna vervaagde haar carrière en stopte ze uiteindelijk met acteerwerk. In 1958 trouwde ze nog eens, met de Duitse schrijver Erich Maria Remarque. Ze woonden in Ronco sopra Ascona aan het Lago Maggiore in Zwitserland tot zijn dood in 1970. Op 23 april 1990 enkele weken  voor haar tachtigste verjaardag overleed zij aan de gevolgen van emfyseem.

## Filmografie (selectie)
- 1929: Berth Marks
- 1931: City Streets
- 1932: Pack Up Your Troubles
- 1933: Roman Scandals
- 1936: Modern Times
- 1936: The Bohemian Girl
- 1938: The Young in Heart
- 1939: The Women
- 1939: The Cat and the Canary
- 1940: The Ghost Breakers
- 1940: The Great Dictator
- 1940: North West Mounted Police
- 1940: Second Chorus
- 1941: Pot o' Gold
- 1941: Hold Back the Dawn
- 1942: Reap the Wild Wind
- 1943: So Proudly We Hail!
- 1946: The Diary of a Chambermaid
- 1947: Unconquered
- 1948: On Our Merry Way

- Bibsys: 98006406
- Biblioteca Nacional de España: XX1306538
- Bibliothèque nationale de France: cb13948666g (data)
- Catàleg d'autoritats de noms i títols de Catalunya: 981058592743506706
- Gemeinsame Normdatei: 119334585
- International Standard Name Identifier: 0000 0001 2145 2397
- Library of Congress Control Number: n82153280
- MusicBrainz: 2ee41ca6-4a5f-4dfc-8ca9-3cb25f4d005b
- Nationale Bibliotheek van Tsjechië: pna2004259305
- Nationale bibliotheek van Australië: 35218594
- Nationale Bibliotheek van Israël: 987007274314205171
- Nationale Bibliotheek van Polen: a0000001185752
- Nederlandse Thesaurus van Auteursnamen: 071813861
- SNAC: w6n028v0
- Système universitaire de documentation: 034297529
- Trove: 870020
- Virtual International Authority File: 100242937
- WorldCat: E39PCjHcgdW3rGTqr7HPgbQJfy